# ZIL-4906
 (août 2018).
Si vous disposez d'ouvrages ou d'articles de référence ou si vous connaissez des sites web de qualité traitant du thème abordé ici, merci de compléter l'article en donnant les références utiles à sa vérifiabilité et en les liant à la section « Notes et références ».
Le ZIL-4906 ou ZIL-49061 est un véhicule amphibie tout-terrain fabriqué par la compagnie soviétique puis russe ZIL (Zavod Imeni Likhatchiova). 

## Description
Ce véhicule est prévu pour intégrer le programme spatial Soyuz, sa mission étant de récupérer les capsules de retour dans l'atmosphère sur des terrains impraticables.
Il est spécialement conçu pour être le véhicule porteur du véhicule à propulsion par vis sans fin ZIL-2906, véhicule sans roues propulsé par vis sans fin pour les marécages où les véhicules amphibies s'embourbent et où les véhicules chenillés sont bloqués par l'eau et dont la tâche principale qui lui est attribuée est la recherche et la récupération des capsules du programme spatial Soyouz retombées sur terre. Il a une vitesse maximum de 80 km/h, jusqu'à l'apparition d'un terrain impraticable pour lui, le véhicule à vis est alors descendu du véhicule porteur et poursuit sa mission de récupération.
La mission s'accomplit donc avec trois véhicules 4906, l'un transporte le ZIL-2906 à vis, l'autre à vide pour transporter au retour la capsule Soyouz récupérée et un troisième à cabine passagers transporte l'équipe chargée du travail.

## Historique
La version suivante, le ZIL-49061, est construit en série de 1980 à 1991.

## Version 49061
L'URSS construit la version avec cabine pour passagers de 1980 à 1991 également.

## Galerie d'images

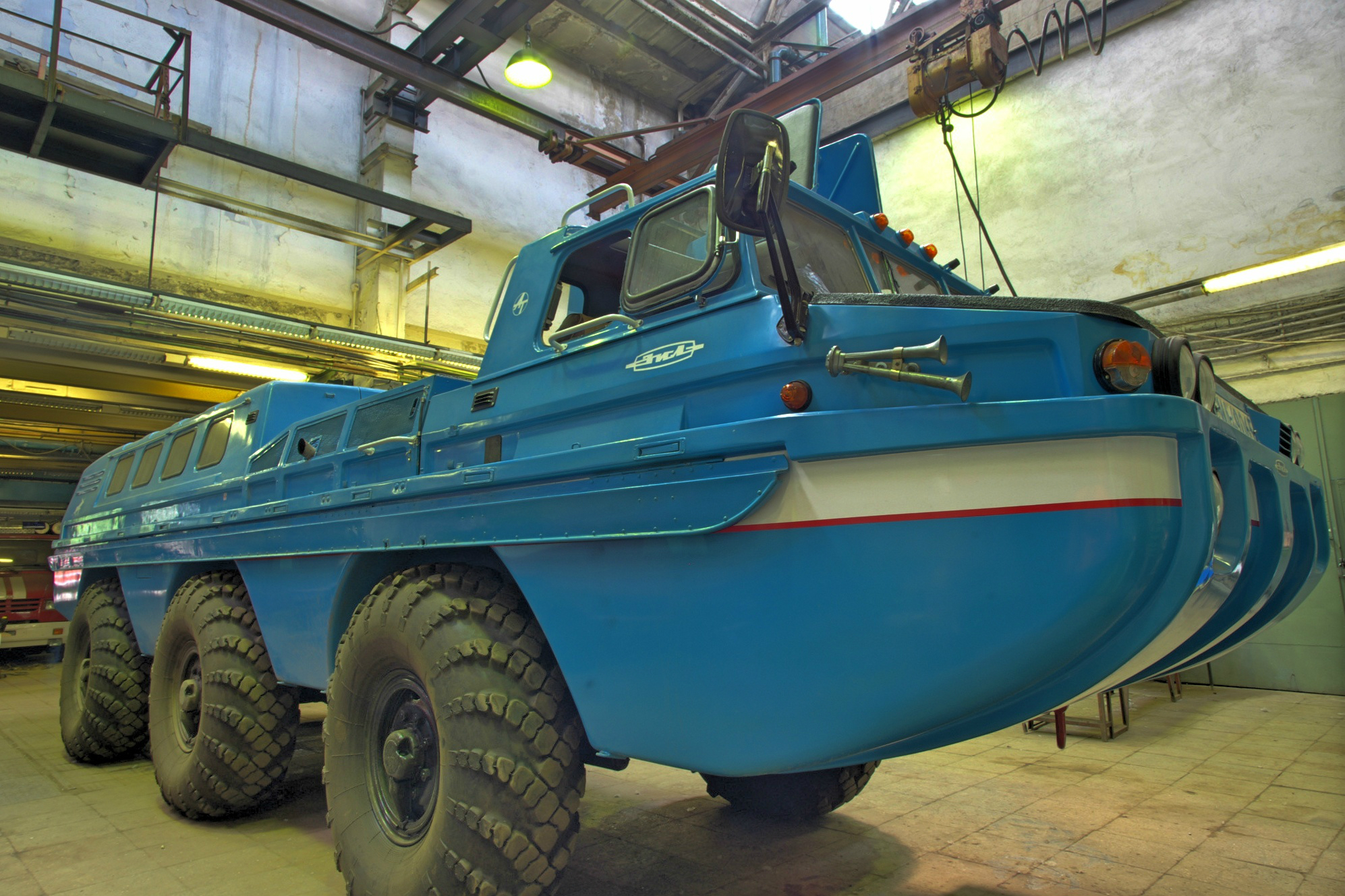
ZIL-49061 avec cabine passagers
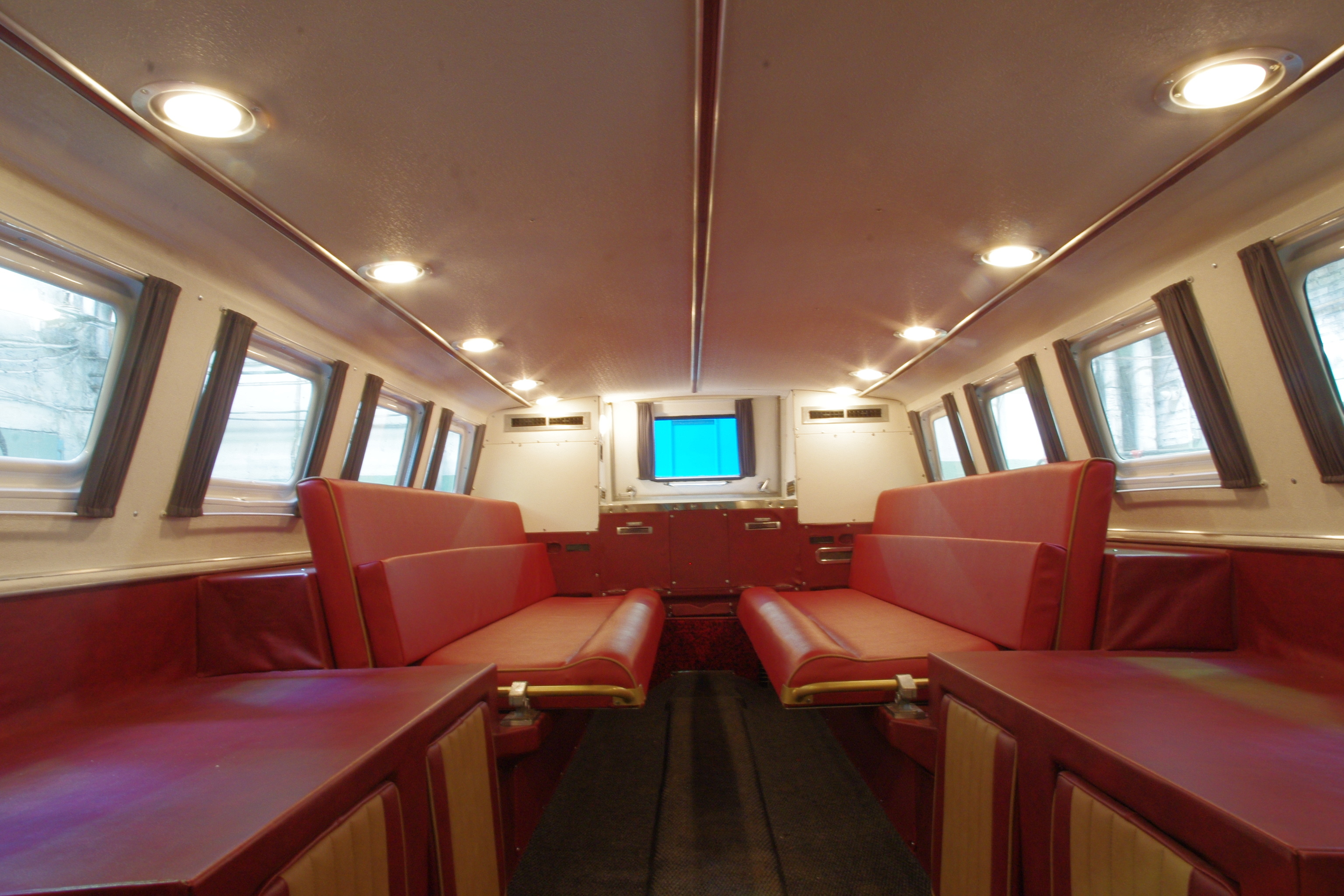
ZIL-49061, intérieur de la cabine
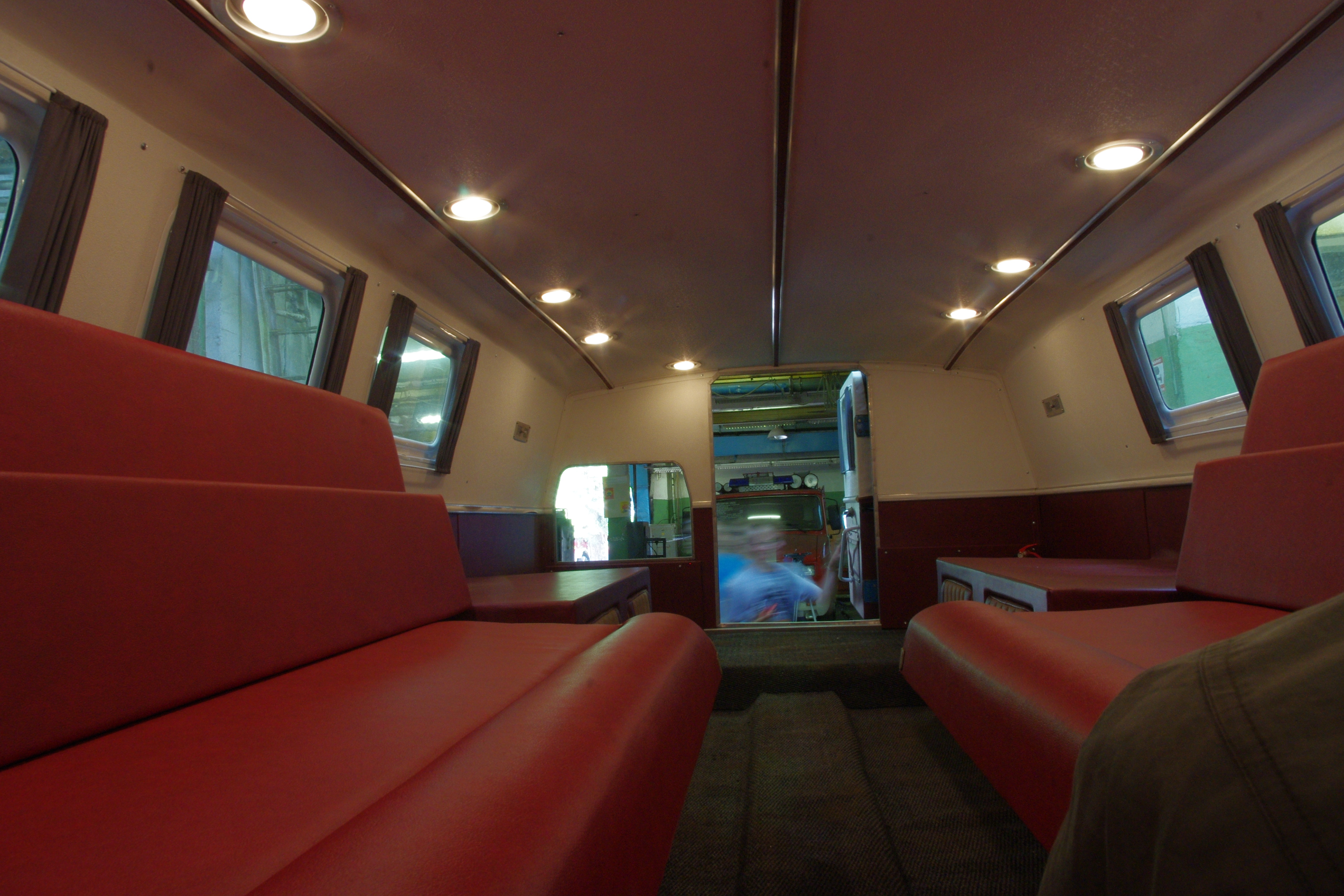
ZIL-49061, intérieur de la cabine
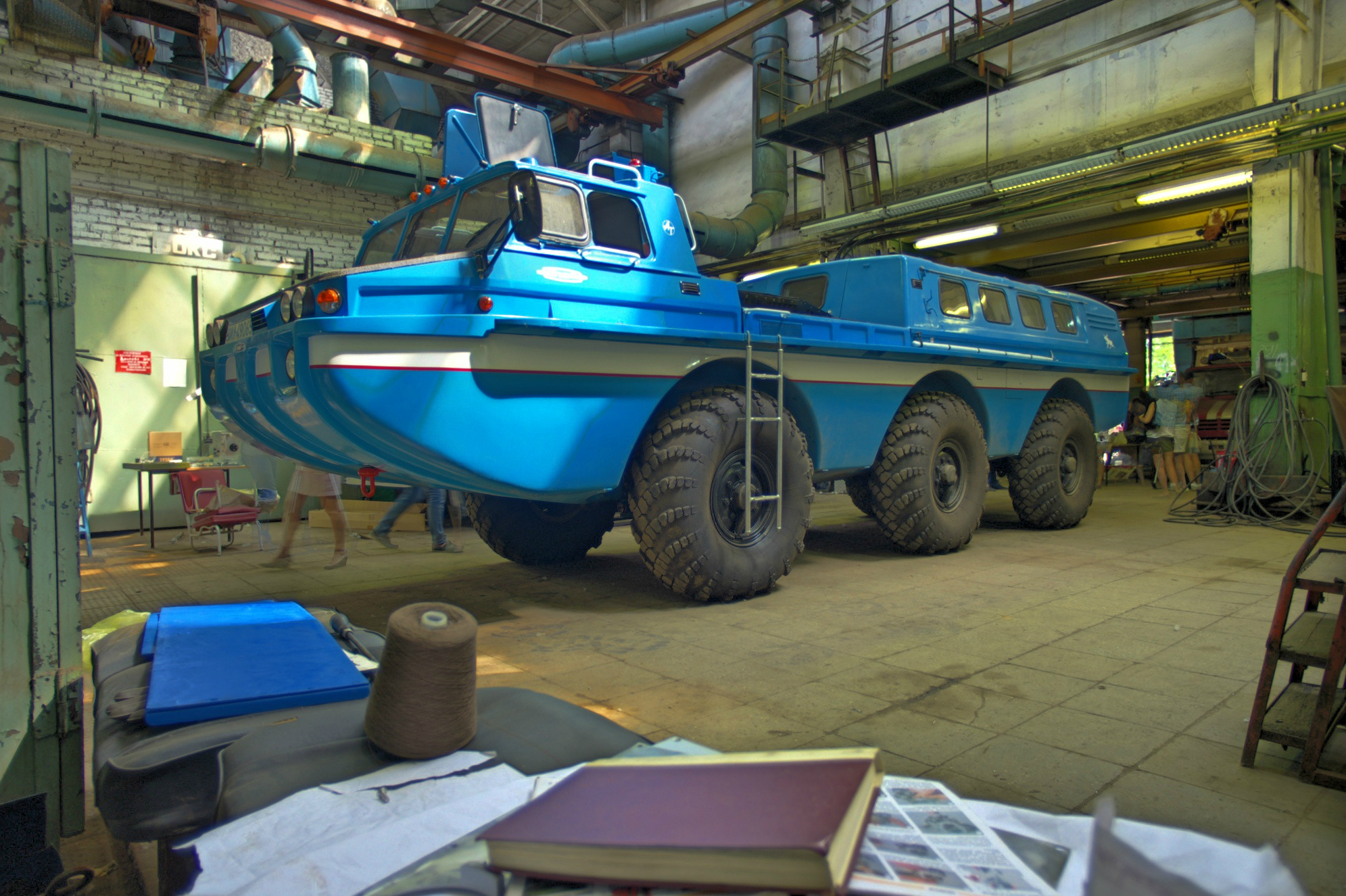
ZIL-49061 avec cabine passagers
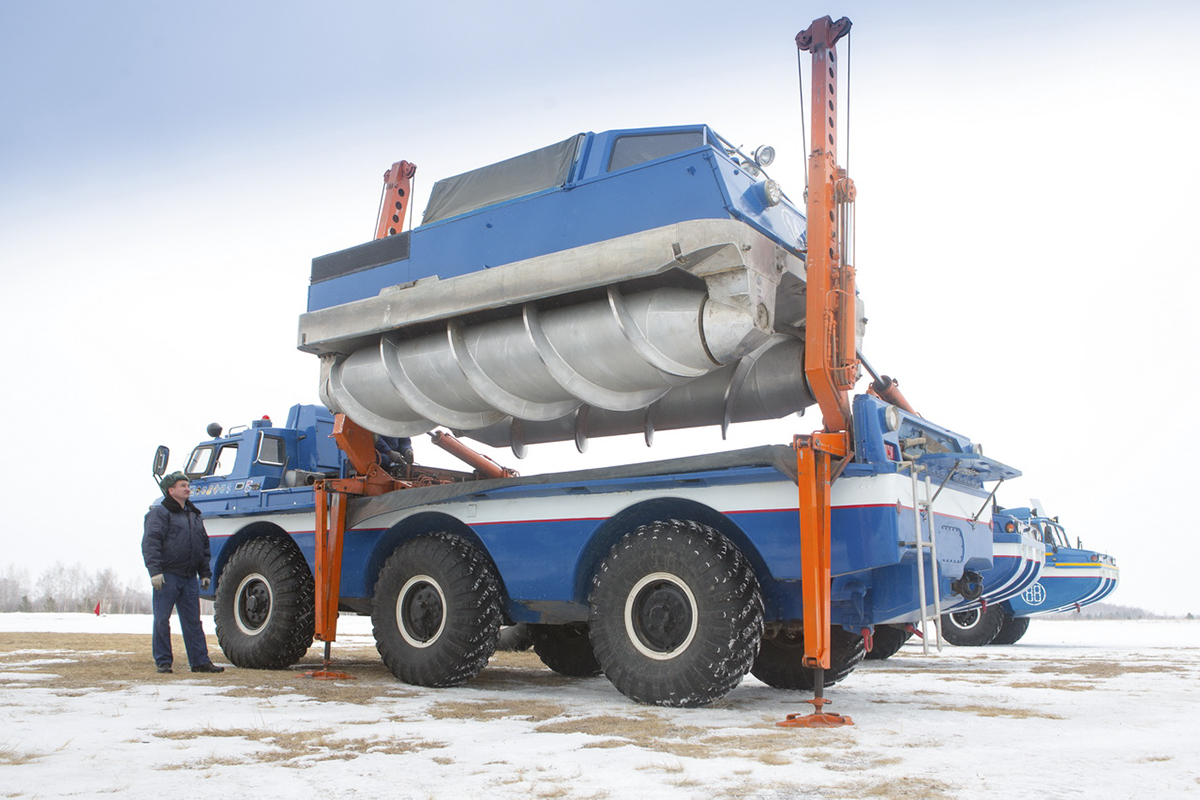
Troupes russes s'exerçant à descendre un ZIL-29061 d'un ZIL-4906